# Zoukamine
 (janvier 2018).
Albums de Patrick Saint-Éloi
Bizouk
(1992) Marthéloi (avec Jean-Philippe Marthély)
(1996)
Zoukamine est un album du chanteur français de zouk et de love-zouk, d'origine guadeloupéenne, Patrick Saint-Éloi, sorti en 1994.

## Liste des titres
Toutes les chansons sont écrites et composées par Patrick Saint-Éloi, sauf annotation.
| 1.    | Zoukamine                                         | 4:41 |
| 2.    | Sélébré                                           | 4:34 |
| 3.    | Transandew                                        | 5:01 |
| 4.    | Ti Rakoun'                                        | 3:04 |
| 5.    | Fle de Nuit                                       | 3:57 |
| 6.    | Ki Jan Ke Fe                                      | 4:38 |
| 7.    | Ay Pwan Van                                       | 4:48 |
| 8.    | Bad Trip' (Frédéric Caracas / Patrick Saint-Éloi) | 3:57 |
| 9.    | Ki Moune                                          | 4:34 |
| 10.   | Nostalgia                                         | 2:49 |
| 42:03 |                                                   |      |

## Crédits
| - Patrick Saint-Éloi : chant (frontman), guitares, synthétiseur, chœurs - Jacob Desvarieux, Jean-Christophe Maillard : guitares - Frédéric Caracas : basse - Jean-Claude Naimro : claviers - Bruno Ribera : saxophone - Éric Mula, Freddy Hovsepian : trompettes - Hamid Belhocine : trombone - Tanya Saint-Val, Tatiana Miath, Jocelyne Béroard, Jean-Philippe Marthély : chœurs - "Petits Chérubins" : Chorale (dans Ti Rakoun') | - Production, arrangements, composition, direction : Patrick Saint-Éloi - Composition, programmation, direction, séquençage : Frédéric Caraca - Ingénierie, mixage : Didier Lozahic - Séquençage : François Dechery |